# ديف ستوكتون جونيور
ديف ستوكتون جونيور (بالإنجليزية: Dave Stockton, Jr.)‏ هو لاعب غولف أمريكي، ولد في 31 يوليو 1968 في ريدلاندس في الولايات المتحدة.

## وصلات خارجية
- ديف ستوكتون جونيور على موقع رابطة لاعبي الغولف المحترفين (الإنجليزية)